# Marie Heilbronner
Marie Heilbronner (geboren 19. November 1871 in Nürnberg; gestorben 19. Februar 1943 im KZ Theresienstadt) war eine deutsche Malerin.

## Leben
Marie Heilbronner war die Tochter des jüdischen Kaufmanns Adolf Heilbronner und seiner Frau Ida, geb. Nordschild. Sie besuchte die private Kunstschule von Heinrich Knirr in München und setzte ihre Ausbildung von Ende 1896 bis 1906 in der Damenakademie des Künstlerinnen-Vereins in München fort. Heilbronner war daneben auch in der Frauenbewegung aktiv. Zwischen 1900 und 1922 war sie mit ihren Bildern beinahe jährlich in den Ausstellungen des Kunstvereins München vertreten. Sie unterrichtete selbst, und ihre Werke waren auch im Kunsthandel vertreten.
Marie Heilbronner war in ihrer künstlerischen Arbeit auf Interieurs spezialisiert, sie war bekannt als „Münchner Interieurmalerin“. Daneben malte sie auch Stillleben, Landschaften und Porträts und kopierte ältere Gemälde.
1910 trat Marie Heilbronner aus der israelitischen Kultusgemeinde in München aus, 1939 konvertierte sie zum Katholizismus. Bis 1939 lebte sie in ihrem Elternhaus in München-Bogenhausen, anschließend in der Kaulbachstraße 35. 1941 wurde sie in das Sammellager Berg am Laim deportiert, im Februar 1942 kam sie dann in das „Judenlager Milbertshofen“. Am 1. Juli 1942 wurde Marie Heilbronner in das Konzentrationslager Theresienstadt deportiert, wo sie im Februar 1943 im Alter von 72 Jahren starb. Offizielle Todesursache war ein Herzleiden.

## Ausstellungen
- 1913: Kunstverein Heidelberg[2]
- 1914: Sächsischer Kunstverein Dresden, Künstler-Porträt-Ausstellung des Verbands deutscher Kunstvereine[3]
- 1917: Sächsischer Kunstverein Dresden[4]
- 1918: Mannheimer Kunstverein[5]
- 1919: Kunstverein Nürnberg[6]
- 1919: Kunstausstellung Sinz, Dresden[7]
- 1920: Karlsruher Kunstverein[8]
- 1921: Mannheim Kunstverein[9]
- 1921: Kunstverein Dessau
- 1921: Kunstverein Coburg
- 1930/31: Badischer Kunstverein Karlsruhe
- 1931: Kunstverein Baden-Baden
- 1931: Kunstverein Mannheim